# Asuka Sano
Asuka Sano (jap. 佐野明日香 Sano Asuko; ur. 27 maja 1982) – japońska zapaśniczka walcząca w stylu wolnym i judoczka. Srebrny medal na mistrzostwach Azji w 2009. Piąta w Pucharze Świata w 2009. Zajęła trzynaste miejsce na mistrzostwach świata w 2009.
Mistrzyni Azji w judo w 2007 roku.